# Versace on the Floor
Versace on the Floor (englisch etwa „Versace auf dem Boden“) ist ein Lied des US-amerikanischen R&B-Sängers, Songwriters und Musikproduzenten Bruno Mars. Es ist Teil seines dritten Studioalbums 24K Magic und agiert als dessen dritte Single-Auskopplung, nachdem es zuvor bereits von „Atlantic Records“ als Promo-Single veröffentlicht wurde. Die offizielle Singleveröffentlichung erfolgte am 4. November 2016. Am 26. Juni 2017 wurde eine überarbeitete Version mit dem französischen DJ und Produzenten David Guetta veröffentlicht.

## Hintergrund

### Originalversion
Das Lied wurde von Mars und seinen Co-Songwritern Philip Lawrence, Brody Brown und James Fauntleroy geschrieben. Letztere agierten unter ihrem Pseudonym Shampoo Press & Curl als Produzenten. An den Keyboards war Greg Phillinganes zu finden. Aufgenommen wurde das Lied mithilfe von Charles Moniz in den Glenwood Place Studios in Burbank, Kalifornien, während das Mixing und Mastering von Serban Ghenea, John Hanes, Tom Coyne und Jacob Dennis in den MixStar Studios, Virginia Beach, Virginia und bei Sterling Sound in New York City erfolgte.
Der Song wurde in sechs Versionen aufgenommen. Die ursprüngliche Demo bezeichnete Mars als eine „Poolside-Version“, die aus einem „Piña-Colada“-Vibe und einem Liedtext bestand, den er mit „fliege durch einen Sturm auf ein Einhorn […] Liebe mache auf einem Berg, Baden in einem Brunnen“ nachstellte. Jedoch mischten Mars und sein Team den Beat neu ab, um den Pool-Vibe aus dem Track zu entfernen. Die daraus resultierende Version enthielt zwar noch den gleichen Text, repräsentierte jedoch einen „weitaus epischere musikalische Grundzüge“. Laut Mars gelang es in die Endauswahl, als es um die Entscheidung ging, welche Lieder Teil des Albums werden, aber „irgendetwas“ störte ihn noch: „Wir malten dieses Bild in unseren Gedanken – beide in Seide, ich verspreche die Welt, aber ich singe nicht. Es sollte eine große Ballade auf dem Album verkörpern, aber ich erreiche dieses gewisse Etwas nicht! Wenn wir den Fluss des Albums wirklich drastisch abbremsen wollen, muss ich etwas abgefahrenes singen.“ Mars und sein Team schrieben die Texte und Melodie um. Die endgültige Version klang wie eine „Boyz II Men-sche Hymne, die einen Höhepunkt mit einem großartigen Refrain verzeichnete“. In einem Interview mit dem Rolling-Stone-Magazin erzählte Mars, „er würde das Gefühl des R&Bs verkörpern wollen, in das er sich als Kind verliebte“.

### Version mit David Guetta
Vor seinem Auftritt im Ushuaïa Ibiza Hotel am 26. Juni 2017, gab der französische DJ und Produzent David Guetta bekannt, dass er bei diesem eine Kollaboration mit Bruno Mars spielen werde. Schnell wurde klar, dass es sich bei dieser um eine geremixte Version des Liedes Versace on the Floor handeln würde. 2010 erfolgte bereits eine Kollaboration zwischen den beiden. Dabei entstand das Lied The First Time. Dieses wurde vom Hacker DJ Stolen geleakt und anschließend nicht mehr veröffentlicht.
David Guetta äußerte sich zur Zusammenarbeit:

„Ich bin unglaublich stolz, dass ich die Möglichkeit hatte, mit Bruno Mars an ‚Versace on the Floor’ zu arbeiten […] Es ist mehr als ein Remix: es ist eine Kollaboration, die zwei Welten zusammenbringt. Mein Ziel war es, den Song tanzbarer und DJ-freundlicher zu machen, dabei aber die Musik zu respektieren, die er mitbrachte, also den Song und seine Stimme intakt zu lassen – ganz einfach, weil sie gleichermaßen großartig sind.“

Während die Geschwindigkeit des Originals bei gerade einmal 87 bpm liegt, zog David Guetta diese auf 100 bpm an. Zudem wurde die Stimmung des Liedes grundlegend verändert; so verkörperte das Original die Stilmittel einer Ballade und der Remix eine tanzbare Atmosphäre, die von Elementen retroartiger Disco-, Funk- und Frensh-House-Musik geprägt ist. Der Stil des Liedes wurde sowohl von Kritikern, als auch von Fans sehr mit dem des französischen Musiker-Duos Daft Punk verglichen.

## Inhalt und Musikalisches
Versace on the Floor gilt als ein Slow Jam. Das Lied entspricht der Tonlage D-Dur und basiert auf einem Tempo von 87 bpm. Das Lied bewegt sich die gesamte Zeit über in demselben Tempo und Mars’ Vocals reichen über eineinhalb Oktaven von A3 bis zu D5. Während der ersten Strophe sowie auch während des Pre-Chorus sind lediglich Mars’ und ein Keyboard zu hören. Zum Refrain setzt dann zusätzlich ein Synthesizer ein, der den gesamten Rest des Liedes mit einem Kick und einem Clap begleitet. Nach dem zweiten Durchgang setzt ein Instrumental-Part ein, in dem ebenfalls E-Gitarren-Sounds mitmischen. Im gesamten letzten Drittel sind schließlich Background-Vocals zu hören.
In dem Text geht es um das lyrische Ich, das eine weitere Person von einem romantischen Abend überzeugen möchte. Während anfangs noch Zeilen zu hören sind, in denen der Protagonist der zweiten Person verschiedene Aspekte, die die Romantik des Abends unterstreichen sollen nennt, fordert er sie im Refrain auf, sich zu entkleiden und mit ihm Liebesakte durchzuführen.
| „So, baby, let's just turn down the lights And close the door Oooh I love that dress But you won't need it anymore No, you won't need it no more Let's just kiss 'til we're naked, baby [Versace on the floor]“ – Refrain, Originalauszug | „Also Baby, lass uns die Lichter ausschalten Und die Türe schließen Ohhh ich liebe das Kleid aber das brauchst du nicht mehr Nein, du brauchst es nicht mehr Lass’ uns küssen, bis wir nackt sind, baby [Versace auf dem Boden]“ – Refrain, Übersetzung |

## Kritiken
Will Robinson von „Entertainment Weekly“ verglichen das Lied mit When I Was Your Man, merkte aber an, dass Versace on the Floor „weniger wehmütig aber romantischer“, als der Unorthodoxe-Jukebox-Track wäre. Sasha Geffen von „MTV News“ beschrieb den Track als „herrlich sanft“ und „von einem Keyboardton angetrieben, der einem sofort … ein Flashbacks zu den langsamen Tänzen aus der achten Klasse gibt“.
Mehrere Rezensionen von „GQ“ beschrieben das Lied als einen Slow-Jam-Throwback, dessen Klänge an die 90er Jahre, inspiriert von Boyz II Men erinnern. Sie bezweifelten die Aussage, der Song wäre aus der Kategorie des R&Bs. Jon Caramanica von der „New York Times“ beschrieb das Lied als „Zeitreise in die Mitte-bis-Ende-80er-R&B-Evolution“, sowie als ein „verträumtes New-Edition-Hommage mit coolen Synthesizern, die als eine Wiege für ihn agieren“ und charakterisiert Mars’ Gesang als einen zärtlichen Anfang, der später in dem Lied „seinen ursprünglichen Stil konfrontiert, in dem er die kräftigere Seite seiner Stimme entfesselt, um die Süße in Hunger umzuformen.“
Josh Eells von „Rolling Stone“ vermutete, dass das Lied von Selenas Dreaming of You und Michael Jacksons Man in the Mirror inspiriert wurde. Vibe-Autorin Desire Thompson beschrieb die Texte als „verführerisch“ und dass das Lied selber eine „80er Nostalgie“ hervorruft. Weiterhin vergleicht sie den Sound mit den „frühen Klängen“ von Jackson. Andrew Unterberger vom Billboard-Magazin stellte fest, dass das Lied Rock Me Tonight (For Old Times Sake) von Freddie Jackson „im Kern des gesamten atemberaubenden Bruno-Mars-Albums “24K” widerhallt“.

## Kommerzieller Erfolg

### Chartplatzierungen
| ChartsChartplatzierungen       | Höchstplatzierung | Wochen |
| ------------------------------ | ----------------- | ------ |
| Vereinigte Staaten (Billboard) | 33 (14 Wo.)       | 14     |
| Vereinigtes Königreich (OCC)   | 59 (10 Wo.)       | 10     |

### Auszeichnungen für Musikverkäufe
| Land/Region                  | Auszeichnungen für Musikverkäufe (Land/Region, Auszeichnung, Verkäufe) | Verkäufe  |
| ---------------------------- | ---------------------------------------------------------------------- | --------- |
| Australien (ARIA)            | 2× Platin                                                              | 140.000   |
| Brasilien (PMB)              | Gold                                                                   | 20.000    |
| Dänemark (IFPI)              | Platin                                                                 | 90.000    |
| Frankreich (SNEP)            | Gold                                                                   | 66.666    |
| Italien (FIMI)               | Platin                                                                 | 50.000    |
| Kanada (MC)                  | 2× Platin                                                              | 160.000   |
| Neuseeland (RMNZ)            | 3× Platin                                                              | 90.000    |
| Polen (ZPAV)                 | Gold                                                                   | 25.000    |
| Portugal (AFP)               | Platin                                                                 | 10.000    |
| Spanien (Promusicae)         | Gold                                                                   | 30.000    |
| Vereinigte Staaten (RIAA)    | 2× Platin                                                              | 2.000.000 |
| Vereinigtes Königreich (BPI) | Platin                                                                 | 600.000   |
| Insgesamt                    | 4× Gold · 13× Platin ·                                                 | 3.281.666 |

Hauptartikel: Bruno Mars/Auszeichnungen für Musikverkäufe